# Kánvové
Kánvové byla příslušníci vládnoucí dynastie Magadhy, která se chopila moci po pádu dynastie Šungů. Posledního vládce Šungů sesadil z trůnu Vásudéva Kánva okolo roku 75 př. n. l., čímž vláda Kánvů započala. Vládcové z dynastie Kánvů byli celkem čtyři, přičemž poslední Kánva vládl do roku 30 př. n. l. Pravděpodobnými vazaly Kánvů byli Sátaváhanové.